# ليونارد تريمبلي
ليونارد تريمبلي هو صحفي وسياسي كندي، ولد في 16 أبريل 1896 في ساغينيه في كندا، وتوفي في 19 سبتمبر 1968. نشط حزبياً في الحزب الليبرالي الكندي. وقد انتخب عضو مجلس الشيوخ الكندي ‏ وانتخب عضو مجلس العموم الكندي.